# Ablautus arnaudi
Ablautus arnaudi là một loài ruồi trong họ Asilidae. Ablautus arnaudi được Wilcox miêu tả năm 1966. Loài này phân bố ở vùng Tân Bắc giới.